# Gornje Vrhovine
Gornje Vrhovine is een plaats in de gemeente Vrhovine in de Kroatische provincie Lika-Senj. De plaats telt 213 inwoners (2001).